# Friuli Latisana Tocai friulano superiore
Il Friuli Latisana Tocai friulano superiore è un vino DOC la cui produzione è consentita nella provincia di Udine.

## Caratteristiche organolettiche
- colore: paglierino, chiaro, talvolta tendente al citrino.
- odore: delicato, gradevole, caratteristico.
- sapore: armonico.

## Produzione
Provincia, stagione, volume in ettolitri
- nessun dato disponibile